# 四川冠孢虫
四川冠孢虫（学名：Mitraspora sichuanensis）为球孢科冠孢虫属的动物。在中国，分布于四川等，营寄生生活，寄生在鲫的膀胱。